# Where Do We Go? World Tour
Where Do We Go? World Tour é a quinta turnê da cantora e compositora americana Billie Eilish, em apoio ao seu álbum de estreia When We All Fall Asleep, Where Do We Go? (2019). A turnê começou em 9 de março de 2020 no American Airlines Arena em Miami, sendo finalizada três dias depois em Raleigh, devido à pandemia de Covid-19.

## Antecedentes
A turnê foi anunciada oficialmente através da conta do Instagram de Eilish em 27 de setembro de 2019. A Billie postou uma foto junto com as datas da turnê com o título "Vou entrar em turnê novamente e na verdade estou animada dessa vez. Mal posso esperar para ver todos". Em 28 de fevereiro de 2020, Jessie Reyez foi anunciada como atração de abertura nos Estados Unidos e Europa.
Com esta turnê, Eilish visitaria a América do Sul pela primeira vez, com apresentações no Brasil, Argentina, Chile e Colômbia. Durante o mês de julho de 2020, Eilish faria uma turnê pela Europa entre diferentes festivais e shows em arenas.

### Cancelamento
Em 16 de março de 2020, Eilish anunciou que as apresentações na América do Norte seriam adiadas devido à pandemia de Covid-19, e, em 13 de maio, todas as datas restantes foram adiadas pelo mesmo motivo.
Em 3 de dezembro de 2020, a cantora anunciou que todas as datas estavam canceladas, dando aos fãs um reembolso integral e prioridade para compra de ingressos na sua próxima turnê.

## Repertório
O repertório abaixo é constituído do primeiro concerto da turnê, realizado em 8 de março de 2020 em Miami, não sendo representativo de todas as apresentações.
1. "Bed (Intro)"
2. "Bury a Friend"
3. "You Should See Me in a Crown"
4. "My Strange Addiction"
5. "Ocean Eyes"
6. "Copycat"
7. "When I Was Older"
8. "8"
9. "Wish You Were Gay"
10. "Xanny"
11. "The Hill" (Markéta Irglová cover) / "Lovely" / "Listen Before I Go" / "I Love You" (Piano Medley no palco B)
12. "ilomilo"
13. "bellyache"
14. "idontwannabeyouanymore"
15. "No Time to Die"
16. "When the Party's Over"
17. "Not My Responsibility" (Video Interlude)
18. "All the Good Girls Go to Hell"
19. "Everything I Wanted"
20. "Bad Guy"
21. "Goodbye"

## Datas
| Data                | Cidade           | País             | Local                  | Ato(s) de aberturas | Público                | Receita          |
| América do Norte    | América do Norte | América do Norte | América do Norte       | América do Norte    | América do Norte       | América do Norte |
| ------------------- | ---------------- | ---------------- | ---------------------- | ------------------- | ---------------------- | ---------------- |
| 9 de março de 2020  | Miami            | Estados Unidos   | AmericanAirlines Arena | Jessie Reyez        | 14.333 / 14.333        | $1.772.340       |
| 10 de março de 2020 | Orlando          | Estados Unidos   | Amway Center           | Jessie Reyez        | 14.090 / 14.090        | $1.719.309       |
| 12 de março de 2020 | Raleigh          | Estados Unidos   | PNC Arena              | —                   | 14.869 / 14.869        | $1.688.854       |
| Total               | Total            | Total            | Total                  | Total               | 43.292 / 43.292 (100%) | $5.180.503       |

### Apresentações canceladas
| Data                   | Cidade           | País           | Local                           | Razão para cancelamento |
| ---------------------- | ---------------- | -------------- | ------------------------------- | ----------------------- |
| 13 de março de 2020    | Filadélfia       | Estados Unidos | Wells Fargo Center              | Pandemia de COVID-19    |
| 15 de março de 2020    | Nova Iorque      | Estados Unidos | Madison Square Garden           | Pandemia de COVID-19    |
| 16 de março de 2020    | Newark           | Estados Unidos | Prudential Center               | Pandemia de COVID-19    |
| 18 de março de 2020    | Washington, D.C. | Estados Unidos | Capital One Arena               | Pandemia de COVID-19    |
| 19 de março de 2020    | Boston           | Estados Unidos | TD Garden                       | Pandemia de COVID-19    |
| 20 de março de 2020    | Brooklyn         | Estados Unidos | Barclays Center                 | Pandemia de COVID-19    |
| 23 de março de 2020    | Detroit          | Estados Unidos | Little Caesars Arena            | Pandemia de COVID-19    |
| 24 de março de 2020    | Chicago          | Estados Unidos | United Center                   | Pandemia de COVID-19    |
| 25 de março de 2020    | Indianápolis     | Estados Unidos | Bankers Life Fieldhouse         | Pandemia de COVID-19    |
| 27 de março de 2020    | Nashville        | Estados Unidos | Bridgestone Arena               | Pandemia de COVID-19    |
| 28 de março de 2020    | St. Louis        | Estados Unidos | Enterprise Center               | Pandemia de COVID-19    |
| 3 de abril de 2020     | Inglewood        | Estados Unidos | The Forum                       | Pandemia de COVID-19    |
| 4 de abril de 2020     | Inglewood        | Estados Unidos | The Forum                       | Pandemia de COVID-19    |
| 5 de abril de 2020     | Inglewood        | Estados Unidos | The Forum                       | Pandemia de COVID-19    |
| 7 de abril de 2020     | São Francisco    | Estados Unidos | Chase Center                    | Pandemia de COVID-19    |
| 8 de abril de 2020     | Sacramento       | Estados Unidos | Golden 1 Center                 | Pandemia de COVID-19    |
| 10 de abril de 2020    | Tacoma           | Estados Unidos | Tacoma Dome                     | Pandemia de COVID-19    |
| 11 de abril de 2020    | Vancouver        | Canadá         | Rogers Arena                    | Pandemia de COVID-19    |
| 15 de abril de 2020    | Denver           | Estados Unidos | Pepsi Center                    | Pandemia de COVID-19    |
| 17 de abril de 2020    | Omaha            | Estados Unidos | CenturyLink Center              | Pandemia de COVID-19    |
| 25 de maio de 2020     | Guadalajara      | México         | Arena VFG                       | Pandemia de COVID-19    |
| 27 de maio de 2020     | Cidade do México | México         | Palacio de los Deportes         | Pandemia de COVID-19    |
| 30 de maio de 2020     | São Paulo        | Brasil         | Allianz Parque                  | Pandemia de COVID-19    |
| 31 de maio de 2020     | Rio de Janeiro   | Brasil         | Jeunesse Arena                  | Pandemia de COVID-19    |
| 2 de junho de 2020     | Buenos Aires     | Argentina      | DirecTV Arena                   | Pandemia de COVID-19    |
| 3 de junho de 2020     | Buenos Aires     | Argentina      | DirecTV Arena                   | Pandemia de COVID-19    |
| 5 de junho de 2020     | Santiago         | Chile          | Movistar Arena                  | Pandemia de COVID-19    |
| 7 de junho de 2020     | Bogotá           | Colômbia       | Movistar Arena                  | Pandemia de COVID-19    |
| 18-21 de junho de 2020 | Dover            | Estados Unidos | Dover International Speedway    | Pandemia de COVID-19    |
| 9 de julho de 2020     | Madrid           | Espanha        | Valdebebas-IFEMA                | Pandemia de COVID-19    |
| 10 de julho de 2020    | Oeiras           | Portugal       | Passeio Maritimo de Algés       | Pandemia de COVID-19    |
| 13 de julho de 2020    | Amsterdã         | Países Baixos  | Ziggo Dome                      | Pandemia de COVID-19    |
| 14 de julho de 2020    | Berlim           | Alemanha       | Mercedes-Benz Arena             | Pandemia de COVID-19    |
| 15 de julho de 2020    | Colônia          | Alemanha       | Lanxess Arena                   | Pandemia de COVID-19    |
| 17 de julho de 2020    | Milão            | Itália         | AREA EXPO Experience            | Pandemia de COVID-19    |
| 18 de julho de 2020    | Paris            | França         | Hipódromo de Longchamp          | Pandemia de COVID-19    |
| 19 de julho de 2020    | Antuérpia        | Bélgica        | Sportpaleis                     | Pandemia de COVID-19    |
| 21 de julho de 2020    | Manchester       | Reino Unido    | Manchester Arena                | Pandemia de COVID-19    |
| 22 de julho de 2020    | Manchester       | Reino Unido    | Manchester Arena                | Pandemia de COVID-19    |
| 24 de julho de 2020    | Birmingham       | Reino Unido    | Arena Birmingham                | Pandemia de COVID-19    |
| 26 de julho de 2020    | Londres          | Reino Unido    | The O2 Arena                    | Pandemia de COVID-19    |
| 27 de julho de 2020    | Londres          | Reino Unido    | The O2 Arena                    | Pandemia de COVID-19    |
| 29 de julho de 2020    | Londres          | Reino Unido    | The O2 Arena                    | Pandemia de COVID-19    |
| 30 de julho de 2020    | Londres          | Reino Unido    | The O2 Arena                    | Pandemia de COVID-19    |
| 23 de agosto de 2020   | Seul             | Coreia do Sul  | —                               | Pandemia de COVID-19    |
| 25 de agosto de 2020   | Xangai           | China          | Mercedes-Benz Arena             | Pandemia de COVID-19    |
| 28 de agosto de 2020   | Taipei           | Taiwan         | Taipei Arena                    | Pandemia de COVID-19    |
| 30 de agosto de 2020   | Chek Lap Kok     | Hong Kong      | AsiaWorld–Arena                 | Pandemia de COVID-19    |
| 2 de setembro de 2020  | Yokohama         | Japão          | Yokohama Arena                  | Pandemia de COVID-19    |
| 5 de setembro de 2020  | Pasay            | Filipinas      | Mall of Asia Arena              | Pandemia de COVID-19    |
| 7 de setembro de 2020  | Jakarta          | Indonésia      | Indonesia Convention Exhibition | Pandemia de COVID-19    |